# Műkorcsolya a 2016. évi téli ifjúsági olimpiai játékokon
A 2016. évi téli ifjúsági olimpiai játékokon a műkorcsolya versenyszámait február 13. és 20. között rendezték a Hamari olimpiai amfiteátrumban.

## Részt vevő nemzetek
A versenyeken 24 nemzet 76 sportolója vett részt.
| Nemzetek               | Férfi indulók | Női indulók | Páros   | Jégtánc | Összesen |
| ---------------------- | ------------- | ----------- | ------- | ------- | -------- |
| Argentína (ARG)        | 1             |             |         |         | 1        |
| Csehország (CZE)       |               |             | 1       | 1       | 4        |
| Dél-Korea (KOR)        | 1             | 1           | 1       | 1       | 6        |
| Egyesült Államok (USA) | 1             | 1           | 1       | 1       | 6        |
| Finnország (FIN)       | 1             | 1           |         |         | 2        |
| Franciaország (FRA)    | 1             |             |         | 1       | 3        |
| Izrael (ISR)           | 1             |             |         |         | 1        |
| Japán (JPN)            | 2             | 2           |         |         | 4        |
| Kanada (CAN)           | 1             |             | 1       | 1       | 5        |
| Kazahsztán (KAZ)       |               | 1           |         |         | 1        |
| Kína (CHN)             | 2             | 1           | 2       |         | 7        |
| Lengyelország (POL)    |               |             |         | 1       | 2        |
| Lettország (LAT)       | 1             | 1           |         |         | 2        |
| Litvánia (LTU)         |               |             |         | 1       | 1        |
| Magyarország (HUN)     |               | 1           |         |         | 1        |
| Malajzia (MAS)         | 1             |             |         |         | 1        |
| Nagy-Britannia (GBR)   |               |             | 1       |         | 2        |
| Németország (GER)      |               | 1           |         | 1       | 3        |
| Norvégia (NOR)         |               | 1           |         |         | 1        |
| Olaszország (ITA)      | 1             | 1           |         | 1       | 4        |
| Oroszország (RUS)      | 1             | 2           | 2       | 2       | 11       |
| Örményország (ARM)     |               | 1           |         |         | 1        |
| Szlovákia (SVK)        |               | 1           |         |         | 1        |
| Ukrajna (UKR)          | 1             |             | 1       | 2       | 7        |
| Összes sportoló        | 16            | 16          | 10 (20) | 12 (24) | 76       |

## Éremtáblázat
(A táblázatokban az egyes számoszlopok legmagasabb értéke, vagy értékei vastagítással kiemelve.)
| A 2016. évi téli ifjúsági olimpiai játékok éremtáblázata műkorcsolyában | A 2016. évi téli ifjúsági olimpiai játékok éremtáblázata műkorcsolyában | A 2016. évi téli ifjúsági olimpiai játékok éremtáblázata műkorcsolyában | A 2016. évi téli ifjúsági olimpiai játékok éremtáblázata műkorcsolyában | A 2016. évi téli ifjúsági olimpiai játékok éremtáblázata műkorcsolyában | Olimpia  |
| ----------------------------------------------------------------------- | ----------------------------------------------------------------------- | ----------------------------------------------------------------------- | ----------------------------------------------------------------------- | ----------------------------------------------------------------------- | -------- |
|                                                                         | Ország                                                                  | Arany                                                                   | Ezüst                                                                   | Bronz                                                                   | Összesen |
| 1.                                                                      | Oroszország (RUS)                                                       | 3                                                                       | 1                                                                       | 3                                                                       | 7        |
| 2.                                                                      | Japán (JPN)                                                             | 1                                                                       | 0                                                                       | 0                                                                       | 1        |
|                                                                         |                                                                         |                                                                         |                                                                         |                                                                         |          |
| 3.                                                                      | Csehország (CZE)                                                        | 0                                                                       | 1                                                                       | 0                                                                       | 1        |
| 3.                                                                      | Egyesült Államok (USA)                                                  | 0                                                                       | 1                                                                       | 0                                                                       | 1        |
| 3.                                                                      | Lettország (LAT)                                                        | 0                                                                       | 1                                                                       | 0                                                                       | 1        |
|                                                                         |                                                                         |                                                                         |                                                                         |                                                                         |          |
| 6.                                                                      | Kazahsztán (KAZ)                                                        | 0                                                                       | 0                                                                       | 1                                                                       | 1        |
|                                                                         |                                                                         |                                                                         |                                                                         |                                                                         |          |
| Összesen                                                                | Összesen                                                                | 4                                                                       | 4                                                                       | 4                                                                       | 12       |

## Érmesek
| A 2016. évi téli ifjúsági olimpiai játékok érmesei műkorcsolyában | |        | |        | |        |
| Versenyszám                                                       | Arany | Arany  | Ezüst | Ezüst  | Bronz | Bronz  |
| Fiú                                                               | Sōta Yamamoto · Japán (JPN) | 215,52 | Deniss Vasiļjevs · Lettország (LAT) | 214,43 | Dmitri Aliev · Oroszország (RUS) | 209,77 |
| Lány                                                              | Polina Tsurskaya · Oroszország (RUS) | 186,04 | Maria Sotskova · Oroszország (RUS) | 169,50 | Elizabet Tursynbayeva · Kazahsztán (KAZ) | 167,88 |
| Páros                                                             | Oroszország (RUS) · Ekaterina Borisova · Dmitry Sopot | 168,66 | Csehország (CZE) · Anna Dušková · Martin Bidař | 166,13 | Oroszország (RUS) · Alina Ustimkina · Nikita Volodin | 152,77 |
| Jégtánc                                                           | Oroszország (RUS) · Anastasia Shpilevaya · Grigory Smirnov | 141,88 | Egyesült Államok (USA) · Chloe Lewis · Logan Bye | 136,37 | Oroszország (RUS) · Anastasia Skoptcova · Kirill Aleshin | 134,62 |
| Vegyes csapat                                                     | Dmitri Aliev · Oroszország (RUS) · Li Xiangning · Kína (CHN) · Sarah Rose · Egyesült Államok (USA) · Joseph Goodpaster · Egyesült Államok (USA) · Anastasia Skoptcova · Oroszország (RUS) · Kirill Aleshin · Oroszország (RUS) | 23     | Ivan Shmuratko · Ukrajna (UKR) · Diāna Ņikitina · Lettország (LAT) · Anna Dušková · Csehország (CZE) · Martin Bidař · Csehország (CZE) · Julia Wagret · Franciaország (FRA) · Mathieu Couyras · Franciaország (FRA) | 20     | Deniss Vasiļjevs · Lettország (LAT) · Medgyesi Fruzsina · Magyarország (HUN) · Gao Yumeng · Kína (CHN) · Li Bowen · Kína (CHN) · Marjorie Lajoie · Kanada (CAN) · Zachary Lagha · Kanada (CAN) | 18     |